# Baniyas
Baniyas (tiếng Ả Rập: بانياس Bāniyās) là một thành phố ở tỉnh Tartous, tây bắc Syria, cách 55 km về phía nam Latakia (Laodicea cổ đại) và 35 km về phía bắc của Tartous (Tortosa cổ đại).
Nó được biết đến với những vườn cây ăn quả có múi và xuất khẩu gỗ. Phía bắc thành phố là một nhà máy lọc dầu, một trong những nhà máy lớn nhất ở Syria và một nhà máy điện. Nhà máy lọc dầu được kết nối với Iraq với đường ống Kirkuk, Baniyas (hiện không còn tồn tại).
Trên một ngọn đồi gần đó là lâu đài Margat (Qalaat el-Marqab), một pháo đài Hiệp sĩ  khổng lồ được xây dựng bằng đá bazan đen.

## Lịch sử
Trong thời Phoenician và Hellenistic, đó là một cảng biển quan trọng. Một số người đã xác định nó với thành phố Leika của Hy Lạp (từ những người thực dân từ đảo Lefkada), ở Hy Lạp, được đề cập bởi Stephanus của Byzantium. Nó là thuộc địa của Aradus , và được Stephanus đặt ở tỉnh Phoenicia cuối La Mã, mặc dù nó thuộc về tỉnh Syria. Trong tiếng Hy Lạp và tiếng Latin, nó được gọi là Balanaea hoặc Balanea.

## Khí hậu
Baniyas có khí hậu Địa Trung Hải mùa hè nóng bức (phân loại khí hậu Köppen Csa). Lượng mưa vào mùa đông cao hơn vào mùa hè. Nhiệt độ trung bình hàng năm ở Baniyas là 19,3 °C (66,7 °F). Lượng mưa hàng năm khoảng 862 mm (33,94 in). 
| Dữ liệu khí hậu của {{{location}}} | Dữ liệu khí hậu của {{{location}}} | Dữ liệu khí hậu của {{{location}}} | Dữ liệu khí hậu của {{{location}}} | Dữ liệu khí hậu của {{{location}}} | Dữ liệu khí hậu của {{{location}}} | Dữ liệu khí hậu của {{{location}}} | Dữ liệu khí hậu của {{{location}}} | Dữ liệu khí hậu của {{{location}}} | Dữ liệu khí hậu của {{{location}}} | Dữ liệu khí hậu của {{{location}}} | Dữ liệu khí hậu của {{{location}}} | Dữ liệu khí hậu của {{{location}}} | Dữ liệu khí hậu của {{{location}}} |
| Tháng                              | 1                                  | 2                                  | 3                                  | 4                                  | 5                                  | 6                                  | 7                                  | 8                                  | 9                                  | 10                                 | 11                                 | 12                                 | Năm                                |
| ---------------------------------- | ---------------------------------- | ---------------------------------- | ---------------------------------- | ---------------------------------- | ---------------------------------- | ---------------------------------- | ---------------------------------- | ---------------------------------- | ---------------------------------- | ---------------------------------- | ---------------------------------- | ---------------------------------- | ---------------------------------- |
| [ cần dẫn nguồn ]                  |                                    |                                    |                                    |                                    |                                    |                                    |                                    |                                    |                                    |                                    |                                    |                                    |                                    |

## Giám mục
Tòa giám mục Balanea là một hậu tố của Apamea, thủ phủ của tỉnh La Mã Syria Secunda, như đã được chứng thực trong một Episcopatuum thế kỷ thứ 6. Khi Justinian thành lập một tỉnh dân sự mới, Theodorias, với Laodicea là đô thị, Balanea đã được hợp nhất vào đó, nhưng vẫn tiếp tục phụ thuộc vào giáo hội vào Apamea, cho đến khi nó có được vị giám mục miễn trừ trực tiếp chịu trách nhiệm của Tổ phụ Antioch.
Giám mục được biết đến đầu tiên của nó, Euphration, đã tham gia Hội đồng Nicaea vào năm 325 và bị người Arians lưu đày vào năm 335 sau đó Timotheus ở cả Hội đồng cướp Ephesus năm 449 và Hội đồng Chalcedon năm 451. Năm 536, Theodorus là một trong những người ký bức thư gửi hoàng đế Justinian chống lại Severus of Antioch và những người không phải Chalcedonian khác. Stephanus đã tham gia Hội đồng thứ hai của Constantinople năm 553.
Trong thời kỳ thập tự chinh, Balanea trở thành một nghi thức Latinh, được gọi là Valenia hoặc Valania ở phương Tây. Nó nằm trong Công quốc Antioch và chịu sự điều hành của đô thị Nghi thức Latinh của Apamea, mà tổng giám mục đã can thiệp vào việc đề cử các giám mục của hậu tố nhìn thấy vào năm 1198 và 1215. Vì lý do an ninh, giám mục sống trong lâu đài Margat.
Không còn là một giám mục dân cư, Balanea ngày nay được Giáo hội Công giáo liệt kê như một danh hiệu.
Trong cuộc nội chiến Syria đầu thế kỷ 21, các nguồn tin của phiến quân báo cáo rằng một vụ thảm sát đã diễn ra vào ngày 2 tháng 5 năm 2013, được thực hiện bởi các lực lượng chế độ.